# 제이 버스
제이버스 주식회사(일본어: ジェイ・バス株式会社, 영어: J-BUS LTD.)는 히노 자동차·이스즈 자동차가 합작 설립한 회사에서 일본 국내용 버스의 개조를 실시해서 만든 버스이다. 본점은 이시카와현 고마쓰시 쿠시마치 공업단지 30번지(고마츠 사업소내), 도쿄 본부는 가나가와현 가와사키시 가와사키구 에키마에혼 초 3번 1호에 위치해 있다.

## 주주
- 히노 자동차(50%)
- 이스즈 자동차(50%)